# هلفيلة متموجة
هلفيلة متموجة (الاسم العلمي: Helvella undulata) هي نوع من الفطريات تتبع جنس الهلفيلة من الفصيلة الهلفيلية.